# Kiwittsmoor (metrostation)
Kiwittsmoor is een metrostation in het stadsdeel Langenhorn van de Duitse stad Hamburg. Het station werd geopend op 10 mei 1960 en wordt bediend door lijn U1 van de metro van Hamburg.